# Chó hoang châu Phi
Chó hoang châu Phi (danh pháp hai phần: Lycaon pictus) là một loài động vật có vú trong họ Chó phân bố ở châu Phi. Loài này được Temminck mô tả năm 1820. Chó hoang châu Phi được biết đến là bậc thầy của nghệ thuật phối hợp săn mồi trên thảo nguyên với tỷ lệ săn mồi thành công lên đến 3/4 trong mỗi chuyến săn, từng cá thể có ý thức kỷ luật và đoàn kết tốt. Chúng còn là một trong những loài thú có cú cắn mạnh nhất trong các loài động vật có vú trong bộ ăn thịt.

## Phân bố
Đã từng có khoảng 500.000 con chó hoang châu Phi trong 39 quốc gia và bầy 100 con hoặc nhiều hơn không phải là hiếm, nhưng nay chỉ có khoảng 3.000-5.500 cá thể phân bố trong ít hơn 25 quốc gia, hoặc có lẽ chỉ trong 14 quốc gia. Chúng chủ yếu sống ở miền đông và miền nam châu Phi, chủ yếu ở hai quần thể lớn ở Selous Game Reserve ở Tanzania và quần thể tập trung ở phía bắc Botswana và Namibia phía đông. Một quần thể nhỏ hơn nhưng dường như an toàn bao gồm 100 cá thể sống ở Zimbabwe (Vườn quốc gia Hwange), Nam Phi (Vườn quốc gia Kruger), và phức hợp Ruaha / Rungwa / Kisigo của Tanzania. Quần thể bị cô lập vẫn tồn tại Zambia, Kenya và Mozambique.
Số lượng loài này thời điểm năm 2016 ước khoảng 39 tiểu quần thể có chứa 6.600 con trưởng thành, chỉ có 1.400 cá thể trong số đó là cá thể trưởng thành đang sinh sản. Sự suy giảm của các quần thể này đang diễn ra, do sự phân mảnh môi trường sống, sự đàn áp của con người và dịch bệnh.
Loài chó châu Phi hoang dã bị đe dọa bởi nạn nhân mãn của con người, mất nơi sống và giết chết kiểm soát động vật ăn thịt. Nó sử dụng vùng lãnh thổ rất lớn (và như vậy chỉ có thể tồn tại trong quần xã động vật hoang dã đông đảo).

## Đặc điểm
Chó hoang dã châu Phi là một động vật xã hội cao, sống trong các bầy có phân cấp thống trị riêng biệt cho con đực và con cái. Duy nhất trong số động vật ăn thịt xã hội, con cái chứ không phải là con đực sinh sống phân tán khỏi đàn khi thành thục về sinh dục, và con non được ưu tiên cho ăn đầu tiên khi bắt được con mồi. Loài này chuyên săn linh dương, bắt bằng cách đuổi theo chúng để làm con mồi mệt lữ và kiệt sức. Giống như các loài chó khác, loài này ợ thức ăn ra cho con non, nhưng hành động này cũng được mở rộng cho con lớn, đến mức là nền tảng của đời sống xã hội chó hoang châu Phi. Chúng có rất ít loài săn mồi tự nhiên, mặc dù sư tử là một nguồn chính của khiến loài chó này tử vong, và linh cẩu đốm là loài ký sinh ăn cướp thường xuyên.

## Trong văn hoá
Mặc dù không nổi bật trong văn hóa dân gian châu Phi hay văn hóa như loài ăn thịt châu Phi khác, nó đã được tôn trọng trong một số xã hội săn bắn hái lượm, đặc biệt là những người dân người Ai Cập tiền sử và người San.

## Hình ảnh

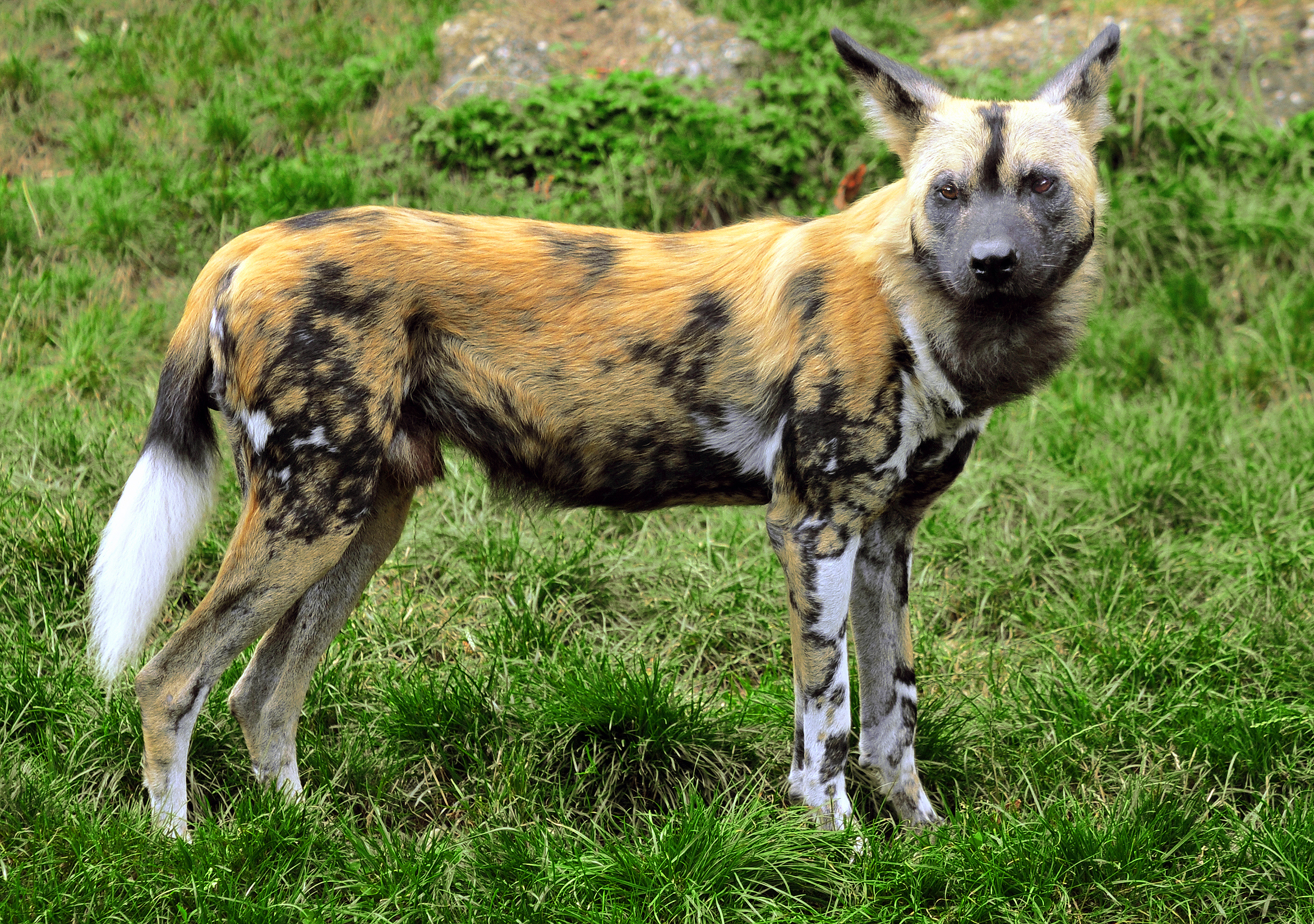
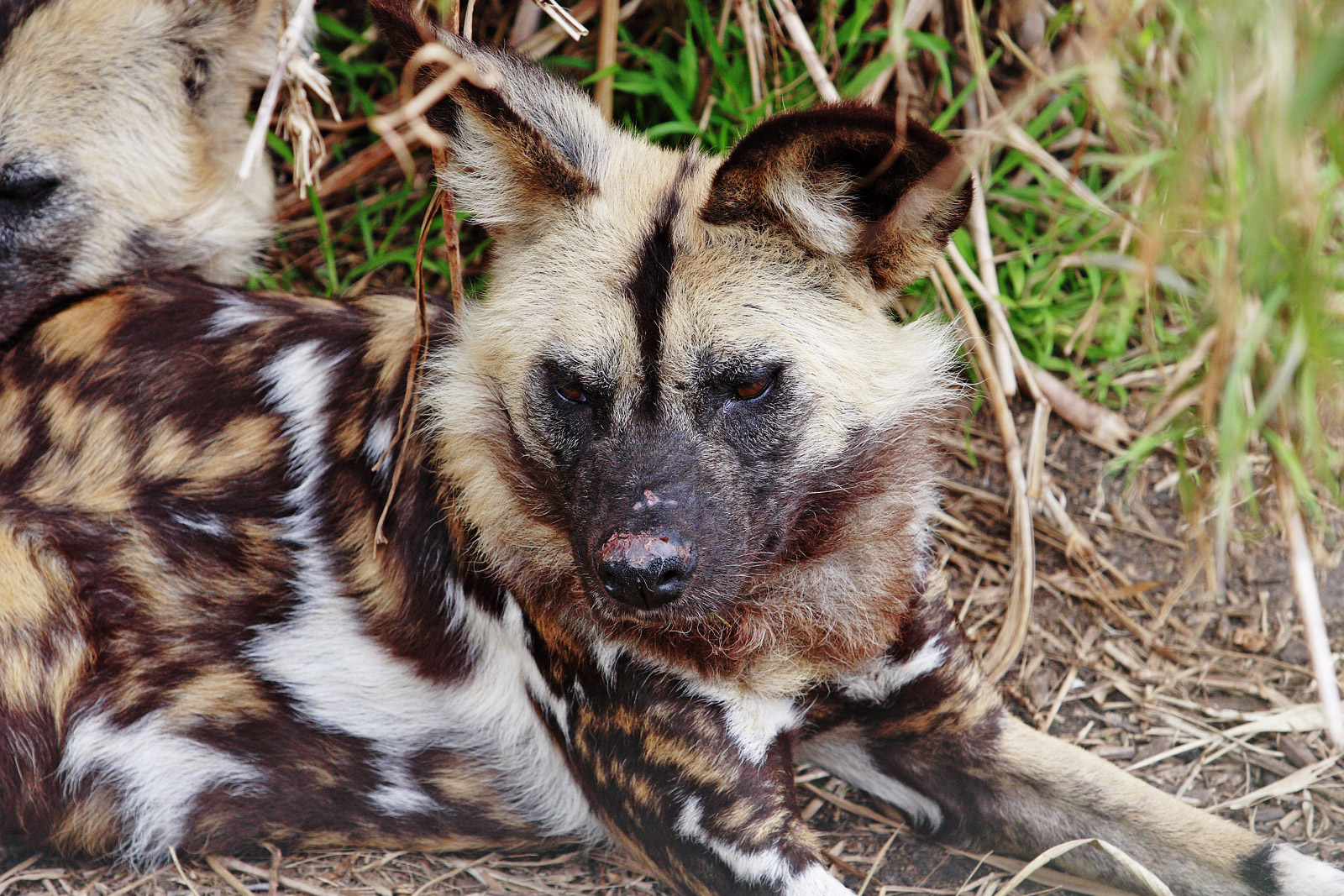
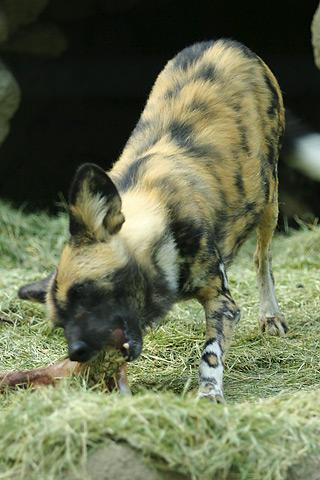
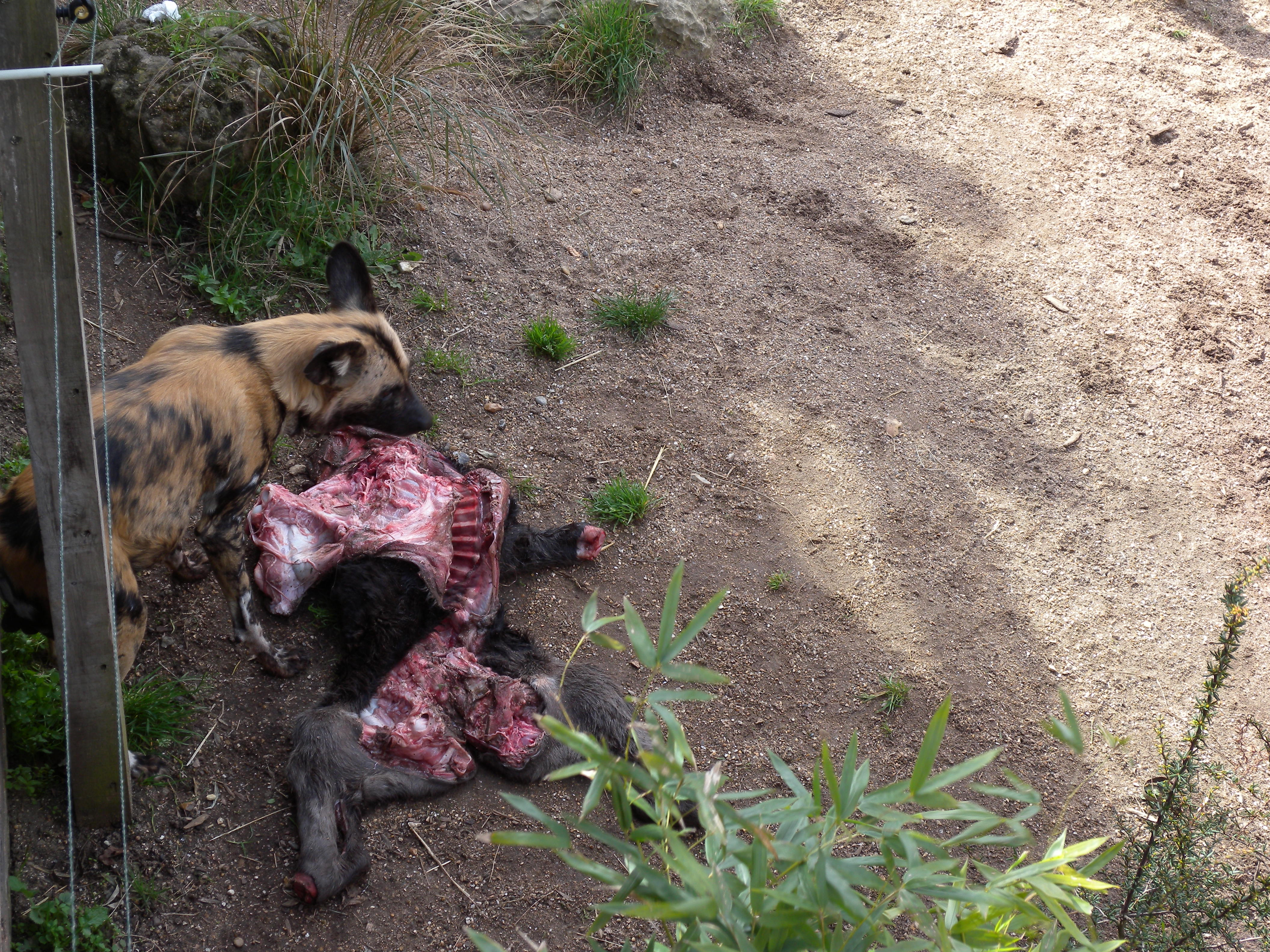